# فلورنسيو مارتينيز
فلورنسيو مارتينيز (بالإسبانية: Florencio Martínez)‏ هو لاعب كرة قدم غواتيمالي، ولد في 3 أكتوبر 1986 في إدارة إيزابال في غواتيمالا. شارك مع منتخب غواتيمالا لكرة القدم. أما مع النوادي، فقد لعب مع ميونيسيبال.

## وصلات خارجية
- فلورنسيو مارتينيز على موقع قاعدة بيانات كرة القدم.إي يو (الإنجليزية)
- فلورنسيو مارتينيز على موقع ناشيونال فوتبول تيمز (الإنجليزية)